# Circuito de Croft

Mapa del circuito de Croft

El Circuito de Croft es un autódromo de 3422 metros de extensión situado en Dalton-on-Tees, condado de Yorkshire del Norte, Inglaterra, Reino Unido. Desde 1996, el circuito recibe habitualmente a los campeonatos británicos de Fórmula 3, Turismos, superbikes y gran turismos. El récord de vuelta del trazado es de 1:13.656, marcado por Sergio Pérez cuando la Fórmula 3 visitó el autódromo en 2008.
Luego de la Segunda Guerra Mundial, el aeródromo militar de Croft quedó en desuso y se comenzó a usar en carreras de automovilismo de velocidad. Dado el mal estado de la superficie de la pista, en 1967 el circuito pasó a albergar carreras de rallycross. Ya en la década de 1990, Croft pasó por una remodelación en la que se rediseñó el trazado, se lo asfaltó y se construyó nuevas instalaciones. Actualmente, las instalaciones pertenecen al British Automobile Racing Club.